# اکیسمت
اَکیسْمِت (به انگلیسی: Akismet؛ مخففِ Automatic kismet) یک سرویس فیلتر هرزنامهٔ نظرات و فرم‌های تماس وب‌سایت‌ها است. نحوه کار این سیستم به این صورت است که با جمع‌آوری اطلاعات تمام سایت‌های شرکت‌کننده، اطلاعات مربوط به هرزنامه‌ها را جمع‌آوری می‌کند و نسبت به فیلتر و مسدود کردن آنها اقدام می‌کند. اکیسمت توسط یکی از شرکت‌های زیر مجموعه ی وردپرس (شرکت اتوماتیک) فعالیت می‌کند. این ابزار به صورت یک پلاگین در محیط مدیریت محتوا (وردپرس) نصب می‌شود و با استفاده از API، فعالیت می‌کند.

## تاریخچه
مؤسس شرکت اتوماتیک این افزونه را با هدف امنیت در وبلاگ‌نویسی ایجاد کرد. در سال ۲۰۰۵ بحث‌های زیادی برای مقابله با اسپمرها وجود داشت، چند افزونه برای وردپرس وجود داشت اما کارایی لازم را نداشتند. در اولین اقدام مت مولنوگ از جاوا اسکریپت برای جلوگیری از نظرات اسپم استفاده کرد. اما بعد از چند ساعت اسپمرها توانستند نحوهٔ دور زدن آن را پیدا کنند. در اواخر سال ۲۰۰۵ افزونهٔ اکیسمت در هستهٔ اصلی وردپرس قرار گرفت.

## نحوهٔ کار
این افزونه در مخزن رسمی وردپرس برای نصب قرار دارد. این افزونه با توجه به اطلاعاتی که از سایت شما و تمام سایت‌های عضو این سیستم جمع‌آوری می‌کند آی‌پی‌های اسپمرها را شناسایی می‌کند و آن‌ها را در بخش هرزنامهٔ وردپرس قرار می‌دهد.
این افزونه به‌صورت صددرصدی نمی‌تواند سایت شما را در مقابل هرزنامه ها حفاظت کند و در مواردی نظرات اسپم را تشخیص نمی‌دهد یا نظرات واقعی را نظر اسپم تشخیص می‌دهد که در این موارد شما می‌توانید نظر واقعی را منتشر کنید.